# Rodolf Figuerola Bargalló
Rodolf Figuerola Bargalló (Reus, 1931 - 2007) va ser un artista i pintor català.
El seu pare, Bonaventura Figuerola, era nascut a Mataró, i, casat amb una reusenca, s'instal·là a Reus cap el 1929. Estudià a l'Escola del Treball a Reus, i es vinculà amb diversos artistes locals, fent un aprenentatge autodidacta que perfeccionà més endavant a l'Escola d'Art de la Diputació de Tarragona. El 1955 va obtenir el primer premi en el II concurs provincial d'art organitzat per la Diputació amb el quadre "Racó d'estudi", i participa en la II Biennal Hispana-Americana a Barcelona. El 1956 comença a fer exposicions individuals al Centre de Lectura de Reus. El 1960 va ser un dels fundadors del Grup ARA (Artistes Reusencs Actuals) del qual formaven part Ramon Ferran, Josep Nosàs, Mercè Vallverdú, Jaume Estadella, Vicenç Ferré i Josep Piqué, els quals van realitzar diverses exposició col·lectives a la ciutat i a Tarragona. El poeta Antoni Correig, que feia crítica d'art al Semanario Reus, va dir d'ell que significava "el ideal renovador en consonancia de las inquietudes artísticas del mundo de hoy". El 1961 va participar en la publicació Antologia de la poesia reusenca, que aquell any va dirigir Josep Maria Arnavat per delegació del doctor Vallespinosa, amb il·lustracions de diversos poemes. Ja havia il·lustrat alguns llibres de poemes d'Arnavat, com 6 poemes del somni i del turment, el 1957. Seguí fent exposicions individuals i el 1977 va guanyar el primer premi en el concurs de la Medalla Fortuny, de l'Ajuntament de Reus. Exposava sovint a Andorra, a diverses galeries d'art, i va viatjar per Europa i amb freqüència a Kuwait, país que li va comprar diverses obres que estan exposades al seu museu nacional. El Museu d'Art Modern de Tarragona també té obres de Figuerola al seu fons. Conreava la pintura a l'oli amb una visió objectiva de la naturalesa. Professionalment, també es va dedicar a la pintura decorativa.